# Islande aux Jeux olympiques d'hiver de 1952
Cet article contient des informations sur la participation et les résultats de l'Islande aux Jeux olympiques d'hiver de 1952, qui ont eu lieu à Oslo en Norvège.

## Résultats

### Ski alpin
| Athlète             | Épreuve      | Course 1        | Course 1 | Course 2     | Course 2     | Total        | Total        |
| Athlète             | Épreuve      | Temps           | Rang     | Temps        | Rang         | Temps        | Rang         |
| ------------------- | ------------ | --------------- | -------- | ------------ | ------------ | ------------ | ------------ |
| Jón Karl Sigurðsson | Descente     |                 |          |              |              | 3 min 10 s 1 | 54           |
| Ásgeir Eyjólfsson   | Descente     |                 |          |              |              | 3 min 08 s 3 | 52           |
| Stefán Kristjánsson | Descente     |                 |          |              |              | 3 min 06 s 1 | 50           |
| Haukur Sigurðsson   | Descente     |                 |          |              |              | 3 min 06 s 0 | 49           |
| Stefán Kristjánsson | Slalom géant |                 |          |              |              | 3 min 12 s 5 | 68           |
| Ásgeir Eyjólfsson   | Slalom géant |                 |          |              |              | 3 min 06 s 4 | 63           |
| Jón Karl Sigurðsson | Slalom géant |                 |          |              |              | 3 min 01 s 5 | 57           |
| Haukur Sigurðsson   | Slalom géant |                 |          |              |              | 2 min 57 s 0 | 51           |
| Haukur Sigurðsson   | Slalom       | N'a pas terminé | –        | Non qualifié | Non qualifié | Non qualifié | Non qualifié |
| Stefán Kristjánsson | Slalom       | 1 min 10 s 2    | 46       | Non qualifié | Non qualifié | Non qualifié | Non qualifié |
| Jón Karl Sigurðsson | Slalom       | 1 min 09 s 3    | 40       | Non qualifié | Non qualifié | Non qualifié | Non qualifié |
| Ásgeir Eyjólfsson   | Slalom       | 1 min 06 s 4    | 30 Q     | 1 min 09 s 7 | 27           | 2 min 16 s 1 | 27           |

### Ski de fond
| Épreuve | Athlète               | Course        | Course |
| Épreuve | Athlète               | Temps         | Rang   |
| ------- | --------------------- | ------------- | ------ |
| 18 km   | Oddur Pétursson       | 1 h 13 min 35 | 55     |
| 18 km   | Jón Kristjánsson      | 1 h 12 min 05 | 45     |
| 18 km   | Ebeneser Þórarinsson  | 1 h 11 min 10 | 40     |
| 18 km   | Gunnar Pétursson      | 1 h 10 min 30 | 32     |
| 50 km   | Matthías Kristjánsson | 4 h 48 min 47 | 33     |
| 50 km   | Jón Kristjánsson      | 4 h 41 min 32 | 30     |
| 50 km   | Ivar Stefánsson       | 4 h 39 min 50 | 29     |

| Athlètes                                                         | Course        | Course |
| Athlètes                                                         | Temps         | Rang   |
| ---------------------------------------------------------------- | ------------- | ------ |
| Gunnar Pétursson Jón Kristjánsson Ívar Stefánsson George Hovland | 2 h 40 min 09 | 11     |

### Saut à ski
| Athlète         | Épreuve     | Saut 1   | Saut 1 | Saut 1 | Saut 2   | Saut 2 | Saut 2 | Total  | Total |
| Athlète         | Épreuve     | Distance | Points | Rang   | Distance | Points | Rang   | Points | Rang  |
| --------------- | ----------- | -------- | ------ | ------ | -------- | ------ | ------ | ------ | ----- |
| Ari Guðmundsson | Normal hill | 60,0 m   | 89,0   | 38     | 59,0 m   | 94,.0  | 27     | 183,0  | 35    |